# Ben Davies (calciatore 1995)
Benjamin Keith Davies, detto Ben (Barrow-in-Furness, 11 agosto 1995), è un calciatore inglese, difensore del Birmingham City, in prestito dai Rangers.

## Caratteristiche tecniche
È un difensore centrale.

## Carriera
Cresciuto nel settore giovanile del Preston N.E., il 21 febbraio 2013 ha esordito in prima squadra disputando l'incontro di Football League One perso 3-1 contro il Yeovil Town.
Dopo alcuni prestiti, a partire dal 2017 diviene membro stabile della prima squadra del Preston.
Il 1º febbraio 2021 viene ingaggiato dal Liverpool.
Il 16 agosto viene ufficializzato il suo passaggio in prestito allo Sheffield Utd.
Il 19 luglio 2022 viene ceduto a titolo definitivo ai Rangers.

## Statistiche

### Presenze e reti nei club
Statistiche aggiornate al 3 maggio 2025.
| Stagione            | Squadra             | Campionato          | Campionato | Campionato | Coppe nazionali | Coppe nazionali | Coppe nazionali | Coppe continentali | Coppe continentali | Coppe continentali | Altre coppe | Altre coppe | Altre coppe | Totale | Totale |
| Stagione            | Squadra             | Comp                | Pres       | Reti       | Comp            | Pres            | Reti            | Comp               | Pres               | Reti               | Comp        | Pres        | Reti        | Pres   | Reti   |
| ------------------- | ------------------- | ------------------- | ---------- | ---------- | --------------- | --------------- | --------------- | ------------------ | ------------------ | ------------------ | ----------- | ----------- | ----------- | ------ | ------ |
| 2012-2013           | Preston N.E.        | FL1                 | 3          | 0          | -               | -               | -               | -                  | -                  | -                  | -           | -           | -           | 3      | 0      |
| 2013-2014           | York City           | FL2                 | 44+2       | 0          | FACup+CdL       | 0               | 0               | -                  | -                  | -                  | FLT         | 1           | 0           | 47     | 0      |
| ago.-set. 2014      | Preston N.E.        | FL1                 | 4          | 0          | CdL             | 2               | 0               | -                  | -                  | -                  | -           | -           | -           | 6      | 0      |
| set.-ott. 2014      | Tranmere            | FL2                 | 3          | 0          | -               | -               | -               | -                  | -                  | -                  | FLT         | 1           | 0           | 4      | 0      |
| ott. 2014-2015      | Preston N.E.        | FL1                 | 0          | 0          | FACup+CdL       | 0               | 0               | -                  | -                  | -                  | -           | -           | -           | 0      | 0      |
| ago.-set. 2015      | Preston N.E.        | FLC                 | 0          | 0          | CdL             | 1               | 0               | -                  | -                  | -                  | -           | -           | -           | 1      | 0      |
| set.-dic. 2015      | Southport           | NL                  | 9          | 0          | -               | -               | -               | -                  | -                  | -                  | -           | -           | -           | 9      | 0      |
| gen.-giu. 2016      | Newport County      | FL2                 | 19         | 0          | FACup           | 1               | 0               | -                  | -                  | -                  | -           | -           | -           | 10     | 0      |
| ago.-dic. 2016      | Preston N.E.        | FLC                 | 0          | 0          | FACup+CdL       | 0+2             | 0               | -                  | -                  | -                  | -           | -           | -           | 2      | 0      |
| gen.-giu. 2017      | Fleetwood Town      | FL2                 | 22+1       | 1+0        | FACup           | 2               | 0               | -                  | -                  | -                  | -           | -           | -           | 25     | 1      |
| 2017-2018           | Preston N.E.        | FLC                 | 34         | 1          | FACup+CdL       | 0+1             | 0               | -                  | -                  | -                  | -           | -           | -           | 35     | 1      |
| 2018-2019           | Preston N.E.        | FLC                 | 40         | 1          | FACup+CdL       | 0+1             | 0               | -                  | -                  | -                  | -           | -           | -           | 41     | 1      |
| 2019-2020           | Preston N.E.        | FLC                 | 36         | 0          | FACup+CdL       | 1+1             | 0               | -                  | -                  | -                  | -           | -           | -           | 38     | 0      |
| 2020-feb. 2021      | Preston N.E.        | FLC                 | 19         | 0          | FACup+CdL       | 0               | 0               | -                  | -                  | -                  | -           | -           | -           | 19     | 0      |
| Totale Preston N.E. | Totale Preston N.E. | Totale Preston N.E. | 136        | 2          |                 | 9               | 0               |                    | -                  | -                  |             | -           | -           | 145    | 2      |
| feb.-giu. 2021      | Liverpool           | PL                  | 0          | 0          | FACup+CdL       | 0               | 0               | UCL                | 0                  | 0                  | -           | -           | -           | 0      | 0      |
| 2021-2022           | Sheffield Utd       | FLC                 | 22         | 1          | FACup+CdL       | 0               | 0               | -                  | -                  | -                  | -           | -           | -           | 22     | 1      |
| 2022-2023           | Rangers             | SP                  | 27         | 0          | SC+CdL          | 4+2             | 0               | UCL                | 5                  | 0                  | -           | -           | -           | 38     | 0      |
| 2023-2024           | Rangers             | SP                  | 8          | 1          | SC+CdL          | 1+2             | 0               | UCL+UEL            | 0+6                | 0                  | -           | -           | -           | 17     | 1      |
| ago. 2024           | Rangers             | SP                  | 1          | 0          | CS+CdL          | 0+1             | 0               | UCL                | 1                  | 0                  | -           | -           | -           | 3      | 0      |
| Totale Rangers      | Totale Rangers      | Totale Rangers      | 36         | 1          |                 | 10              | 0               |                    | 12                 | 0                  |             | -           | -           | 58     | 1      |
| 2024-2025           | Birmingham City     | FL1                 | 35         | 1          | FACup+CdL       | 2+0             | 0               | -                  | -                  | -                  | FLT         | 7           | 0           | 44     | 1      |
| Totale carriera     | Totale carriera     | Totale carriera     | 329        | 6          |                 | 24              | 0               |                    | 12                 | 0                  |             | 9           | 0           | 374    | 6      |

## Palmarès

### Club

#### Competizioni nazionali
- Coppa di Lega scozzese: 1

Rangers: 2023-2024
- Football League One: 1

Birmingham City: 2024-2025